# Attack of the 50 Ft. Woman
Attack of the 50 Ft. Woman é um telefilme estadunidense de 1993, do gênero de ficção científica e comédia, é uma refilmagem de Attack of the 50 Foot Woman (1958).

## Enredo
Ao regressar para casa, uma mulher é atingida por um raio de luz proveniente de um UFO. Isto faz com que cresça e fique com 15 metros de altura. A partir deste momento deixa de ser uma mulher insegura, dominada por um pai autoritário e constrangida por um marido mulherengo.

## Elenco
- Daryl Hannah.......Nancy Archer
- Daniel Baldwin.......Harry Archer
- William Windom.......Hamilton Cobb
- Frances Fisher.......Drª. Theodora Cushing
- Cristi Conaway.......Louise 'Honey' Parker
- Paul Benedict.......Dr. Victor Loeb
- O'Neal Compton.......Sheriff Denby
- Victoria Haas.......Charlotte 'Charlie' Spooner
- Lewis Arquette.......Sr. Ingersol
- Linda Bisesti.......Reporter